# Oulactis orientalis
Oulactis orientalis is een zeeanemonensoort uit de familie Actiniidae. De anemoon komt uit het geslacht Oulactis. Oulactis orientalis werd in 1967 voor het eerst wetenschappelijk beschreven door Averincev. 